# Shi Hui
Shi Hui (xinès simplificat: 石毓涛) (Tianjin 1915 - Riu Huangpu 1957) dramaturg, guionista, actor i director de teatre i de cinema xinès.

## Biografia
De nom real Shi Yutao (石毓涛), Shi Hui va néixer el 2 de març de 1915 a Tianjin a la Xina.. Els seus pares es van traslladar a Pequín quan ell era petit; allà és on va créixer i estudiar. Després de graduar-se a l'escola primària, Shi Hui va ser admès a l'escola mitjana de Henan. No va poder continuar els seus estudis per la mala situació econòmica de la família i per guanyar-se la vida, va treballar entre altres coses com a cambrer, criat, i venedor d'entrades en un cine.
El 1955 es va casar amb Tao Baoling (童葆苓), una actriu que havia treballat en la seva pel·lícula "Mother".
Igual que Lü Ban i altres cineastes contemporanis, Shi es va convertir en un objectiu del moviment anti-dretà i ningú s'atrevia a arriscar la seva reputació defensant a Shi. Humiliat i fart del tracte que havia patit, el desembre de 1957, va pujar a un vaixell a Shanghai, va saltar de la coberta i es va ofegar al riu Huangpu. En aquell moment el Partit Comunista Xinès va silenciar els informes del seu suïcidi, i la seva reputació no es va rehabilitar fins després de la Revolució Cultural.

#### Trajectòria com actor

##### Teatre
El 1935, va debutar com actor eb l'obra "Buying and Selling" de la Beijing Tomorrow Troupe i el 1937 va marxar a Shangai, un punt d'inflexió que va decidir la seva orientació tardana cap a les arts escèniques: es va unir a una companyia de teatre itinerant, després a diferents grups de renom, entre els quals la Societat d'Arts del Teatre de Shnaghai (上海剧艺社) i la companyia Kugan (苦干剧团) del qual va ser un dels primers membres, amb el dramaturg i escriptor Huang Zongjiang (黄宗江) que més tard en seria el guionista.
Es va convertir en un dels actors de teatre més famosos, elogiat fins i tot per Mei Lanfang, i quan Cao Yu (曹禺) el va veure interpretar la seva famosa obra "La tempestat" (雷雨), va dir: "Les qualitats de Shi Hui són molt millors que la meva obra.

##### Cinema
El ventall de papers de Shi era ampli; va retratar una varietat de personatges majoritàriament de classe baixa,interpretant un director d'escola, un sastre, un soldat camperol, un proxeneta i fins i tot un capitalista nord-americà. Fos quin fos el seu paper, sempre va aportar profunditat i humanitat als seus personatges, fossin herois o no.
Shi va fer la seva primera aparició en una pel·lícula l'any 1941, però la seva transició de l'escenari a la pantalla realment no va enlairar fins als seus papers  a dues pel·lícules representatives del 1947: "Phony Phoenixes" (假凤虚凰) de Huang Zuolin creador de Wenhua Film Company el 1946, i " Long Live the Missus" (太太万岁) de Sang Hu (桑弧), a partir d'un guió d'Eileen Chang.

#### Trajectòria com director
El 1948, va dirigir el llargmetratge 母亲 (Mother), que va ser el seu primer treball cinematogràfic independent. El 1950 va rodar "我這一輩子" (This Life of Mine) que s'ha considerat l'obra mestre de Shi Hui com a director, però també en la seva faceta d'actor com a protagonista. La pel·lícula basada en un relat de l'escriptor Lao She, va ser el darrer èxit de la productora Wenhua.

## Filmografia destacada

#### Actor
| Any  | Títol anglès                   | Títol xinès | Director            |
| 1941 | The Chaotic World              | 亂世風光    | Shi Hui, Han Fei    |
| 1946 | Phony Phoenixes                | 假鳳虚凰    | Sang Hu             |
| 1947 | Long Live the Missus!          | 太太萬歲    | Sang Hu             |
| 1947 | Night Inn                      | 夜店        | Huang Zuolin        |
| 1949 | Sorrows and Joys of Middle Age | 哀樂中年    | Sang Hu             |
| 1950 | This Life of Mine              | 我這一輩子  | Shi Hui             |
| 1950 | Corruption                     | 腐蝕        | Guang Zuolin        |
| 1951 | Platoon Commander Guan         | 關連長      | Shi Hui             |
| 1955 | Song Jingshi                   | 宋景詩      | Zheng Junli, Sun Yu |
| 1957 | Loyal Partners                 | 情長誼深    |                     |

#### Director
| Any  | Títol anglès           | Títol xinès |
| 1949 | Mother                 | 母亲        |
| 1950 | This Life of Mine      | 我這一輩子  |
| 1951 | Platoon Commander Guan | 關連長      |
| 1954 | Letter with Feather    | 雞毛信      |
| 1955 | The Heavenly Match     | 天仙配      |